# Дренте
Дренте (нід. Drenthe) — низинна північна провінція Нідерландів. Міста Ассен (адміністративний центр), Еммен, Гогевен.

## Географія
Болота й осушені землі, глинистий ґрунт.

## Найбільші міста
Міста з населенням понад 30 тисяч осіб:
| Місто         | Місто          | Населення, осіб (2009) |
| ------------- | -------------- | ---------------------- |
| Еммен         | Emmen          | 109441                 |
| Ассен         | Assen          | 66369                  |
| Гогевен       | Hoogeveen      | 54652                  |
| Куворден      | Coevorden      | 35887                  |
| Мідден-Дренте | Midden-Drenthe | 33560                  |
| Тінарло       | Tynaarlo       | 32236                  |
| Меппель       | Meppel         | 32026                  |
| Норденвелд    | Noordenveld    | 31075                  |

## Виробництво
Домашнє тваринництво, садівництво, рільництво, нафта. 

## Історія
У середні віки під керуванням місцевої шляхти та утрехтського єпископа, 1536 захопив Карл V, король Іспанії. У XVIII столітті було розроблено осушувальну систему, 1796 стала за окрему провінцію Нідерландів.